# Bogatîr

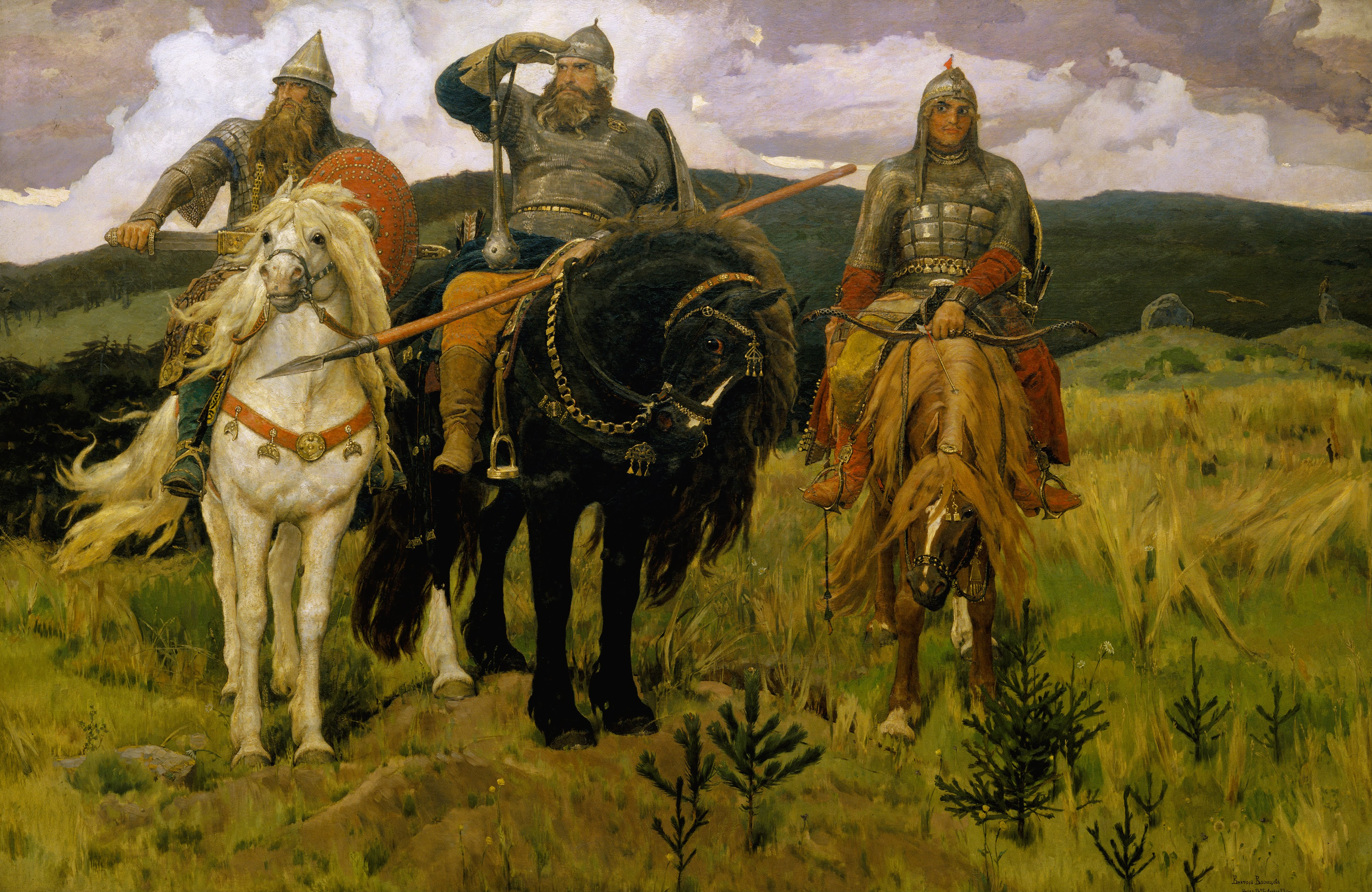
Dobrînia Nichitici, Ilia Muromeț și Alioșa Popovici prezentați în faimoasă pictură din 1898 a lui Victor Vasnețov, numită Bogatîri.

Bogatîr (plural: bogatîri, în rusă богатырь, provinind din baghatur, un vechi cuvânt turcic cu sensul de erou, comandant militar sau erou epic) este un erou cavaler medieval din Rusia Kieveană, asemănător cavalerului rătăcitor din Vestul Europei.

## Bogatîri celebri
- Alioșa Popovici⁠(en)[traduceți] din Rostov

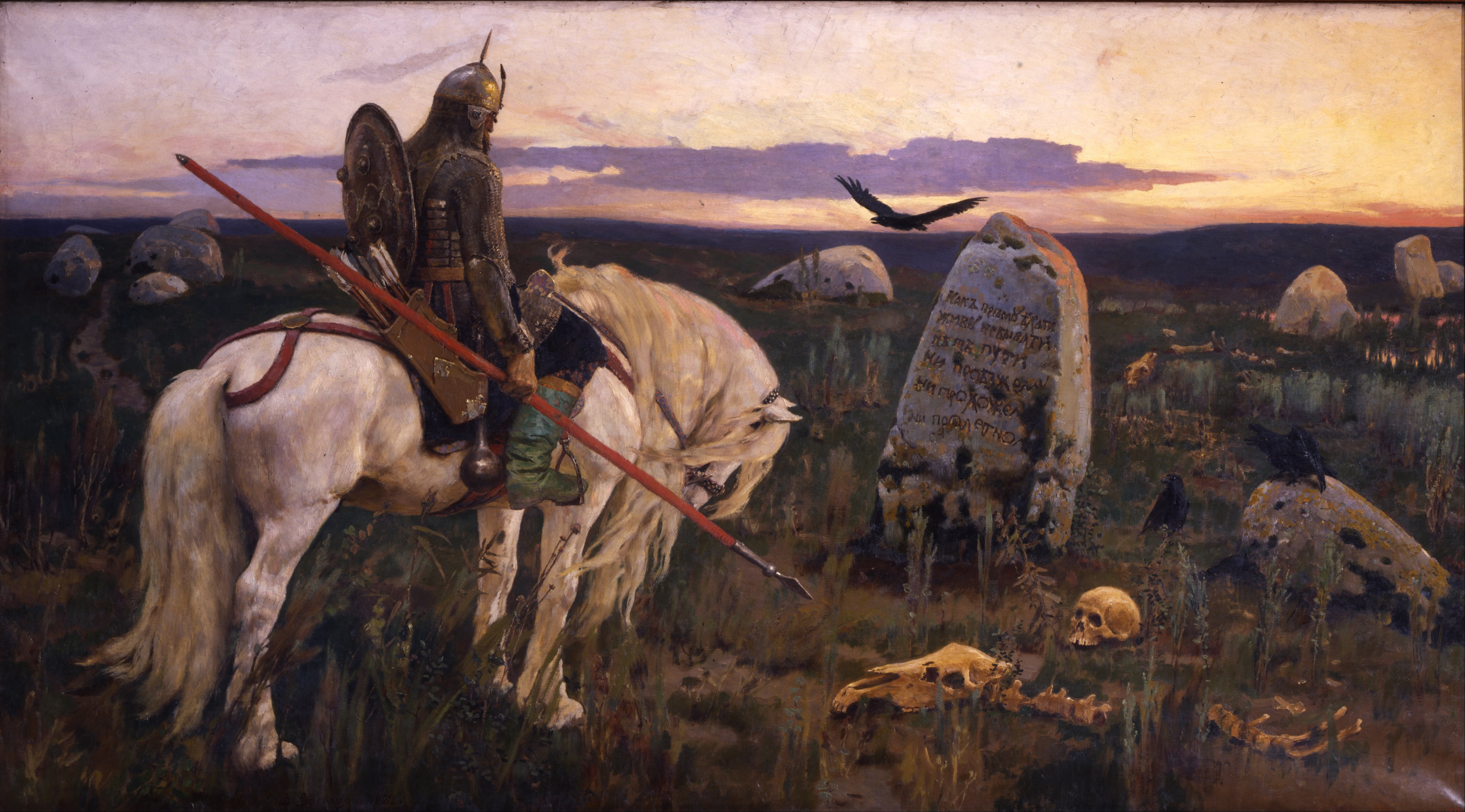
Ilia Muromeț în pictura Cavaler la răscruce de drumuri; autor Victor Vasnețov, 1878.

- Dobrînia Nichitici din Riazan (bazat pe un personajul istoric care era șeful armatei lui Vladimir I al Rusiei)
- Ilia Muromeț⁠(en)[traduceți], numit și cel mai mare bogatîr din Murom
- Sviatogor, cavaler uriaș care și-a lăsat moștenire puterea lui Ilia din Murom (pură ficțiune)
- Gavrila Alexici din Novgorod, care l-a servit pe Alexandr Nevski în Bătălia de la Neva (istoric)
- Ratmir din Novgorod, care l-a servit pe Alexandr Nevski în Bătălia de la Neva (istoric)
- Vasili Buslaiev din Novgorod
- Peresvet, care s-a sacrificat contra tătarilor în lupta de la Kulikovo în timpul lui Dmitri Donskoi
- Ducele Stepanovici
- Dunai Ivanovici
- Volia (probabil Oleg din Kiev)
- Suhman Bogatîr

## Femeie Bogatîr

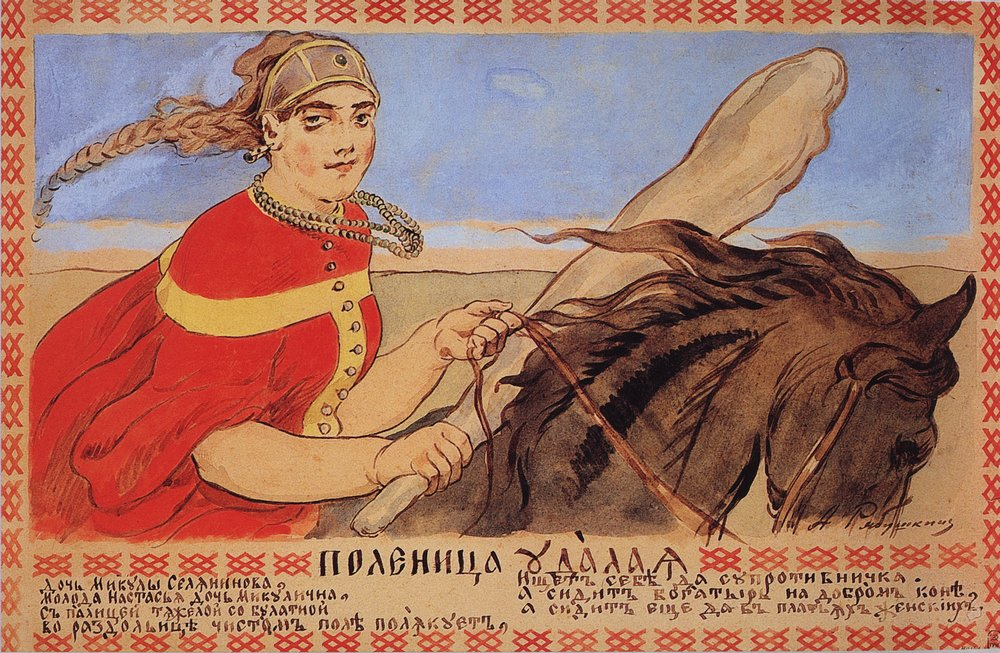
Nastasia Mikulicina, fiica lui Mikula Selianinovici (ilustrație de A. Riabușkin, 1898)

Deși nu este atât de mult cercetat, femeia bogatîr sau polianița (Поленица) este o femeie războinică asemănătoare cu Amazoanele. Multe dintre cele mai cunoscute polianițe sunt soțiile faimoșilor bogatîri, cum ar fi Nastasia Mikulicina, soția lui Dobrînia Nikitici. Femeia Bogatîr se potrivește cu bărbații în putere și vitejie, cu povești care detaliază momentele în care își salvează soții și îi învinge pe inamic. Sunt adesea văzute că lucrează cu eroii în povești care menționează prezența lor.